# Lethrininae
Sous-famille
Les Lethrininae sont une sous-famille de poissons téléostéens, de la famille des Lethrinidae.

## Genres
Selon World Register of Marine Species (21 octobre 2014) :
- Lethrinus Cuvier, 1829 - souvent appelés capitaines